# Macarena (sång)
Macarena är en låt av musikgruppen Los del Río som handlar om en flicka vid namn Macarena. Låten låg på albumet A mí me gusta och hade stora framgångar under åren 1995 till 1997 och räknas som en sommarhit i Sverige 1996. Los del Rio spelade även in en "julversion" av låten med titeln "Macarena Christmas".
Låten spelades först in på spanska 1992, och släpptes 1993 som en rumba.
Även Los del Mar featuring Pedro Castaño hade framgångar med låten. Låten spelas också i filmen Öga för öga. Låten finns med i TV-spelet Just Dance 2015.

## Listplaceringar

### Los del Rio
| Lista (1995-1997)   | Topplacering |
| ------------------- | ------------ |
| Australien          | 1            |
| Belgien (Flandern)  | 1            |
| Belgien (Vallonien) | 1            |
| Finland             | 1            |
| Frankrike           | 1            |
| Nederländerna       | 1            |
| Norge               | 2            |
| Nya Zeeland         | 2            |
| Schweiz             | 1            |
| Sverige             | 3            |
| Österrike           | 1            |

### Los del Rios Macarena Christmas
| Lista (1995-1997) | Topplacering |
| ----------------- | ------------ |
| Australien        | 5            |
| Finland           | 12           |
| Frankrike         | 34           |
| Norge             | 16           |
| Sverige           | 40           |

### Los Del Mar feat. Pedro Castano
| Lista (1995-1997)   | Topplacering |
| ------------------- | ------------ |
| Australien          | 2            |
| Belgien (Vallonien) | 22           |
| Frankrike           | 22           |
| Nya Zeeland         | 22           |
| Sverige             | 41           |

### Fotnoter
1. ↑  ”Listplacering”. http://australian-charts.com/showitem.asp?interpret=Los+del+Rio&titel=Macarena&cat=s. Läst 1 juni 2011.
2. ↑  ”Listplacering”. http://www.ultratop.be/nl/showitem.asp?interpret=Los+del+Rio&titel=Macarena&cat=s. Läst 1 juni 2011.
3. ↑  ”Listplacering”. http://www.ultratop.be/fr/showitem.asp?interpret=Los+del+Rio&titel=Macarena&cat=s. Läst 1 juni 2011.
4. 1 2  ”Listplacering”. http://finnishcharts.com/showitem.asp?interpret=Los+del+Rio&titel=Macarena&cat=s. Läst 1 juni 2011.
5. ↑  ”Listplacering”. http://lescharts.com/showitem.asp?interpret=Los+del+Rio&titel=Macarena&cat=s. Läst 1 juni 2011.
6. ↑  ”Listplacering”. http://dutchcharts.nl/showitem.asp?interpret=Los+del+Rio&titel=Macarena&cat=s. Läst 1 juni 2011.
7. ↑  ”Listplacering”. http://norwegiancharts.com/showitem.asp?interpret=Los+del+Rio&titel=Macarena&cat=s. Läst 1 juni 2011.
8. ↑  ”Listplacering”. https://charts.nz/showitem.asp?interpret=Los+del+Rio&titel=Macarena&cat=s. Läst 1 juni 2011.
9. ↑  ”Listplacering”. http://hitparade.ch/showitem.asp?interpret=Los+del+Rio&titel=Macarena&cat=s. Läst 1 juni 2011.
10. ↑  ”Listplacering”. http://swedishcharts.com/showitem.asp?interpret=Los+del+Rio&titel=Macarena&cat=s. Läst 1 juni 2011.
11. ↑  ”Listplacering”. http://austriancharts.at/showitem.asp?interpret=Los+del+Rio&titel=Macarena&cat=s. Läst 1 juni 2011.
12. ↑  ”Listplacering”. https://australian-charts.com/showitem.asp?interpret=Los+del+Rio&titel=Macarena+Christmas&cat=s. Läst 1 juni 2011.
13. ↑  ”Listplacering”. http://finnishcharts.com/showitem.asp?interpret=Los+del+Rio&titel=Macarena+Christmas&cat=s. Läst 1 juni 2011.
14. ↑  ”Listplacering”. http://norwegiancharts.com/showitem.asp?interpret=Los+del+Rio&titel=Macarena+Christmas&cat=s. Läst 1 juni 2011.
15. ↑  ”Listplacering”. http://swedishcharts.com/showitem.asp?interpret=Los+del+Rio&titel=Macarena+Christmas&cat=s. Läst 1 juni 2011.
16. ↑  ”Listplacering”. http://australian-charts.com/showitem.asp?interpret=Los+Del+Mar+feat%2E+Pedro+Castano&titel=Macarena&cat=s. Läst 1 juni 2011.
17. ↑  ”Listplacering”. http://www.ultratop.be/fr/showitem.asp?interpret=Los+Del+Mar+feat%2E+Pedro+Castano&titel=Macarena&cat=s. Läst 1 juni 2011.
18. ↑  ”Listplacering”. http://lescharts.com/showitem.asp?interpret=Los+Del+Mar+feat%2E+Pedro+Castano&titel=Macarena&cat=s. Läst 1 juni 2011.
19. ↑  ”Listplacering”. https://charts.nz/showitem.asp?interpret=Los+Del+Mar+feat%2E+Pedro+Castano&titel=Macarena&cat=s. Läst 1 juni 2011.
20. ↑  ”Listplacering”. http://swedishcharts.com/showitem.asp?interpret=Los+Del+Mar+feat%2E+Pedro+Castano&titel=Macarena&cat=s. Läst 1 juni 2011.